# Grabów (hromada Szack)
Grabów, Grabowo (ukr. Грабове) – wieś na Ukrainie w rejonie kowelskim, w obwodzie wołyńskim, położona nad Bugiem. W II Rzeczypospolitej miejscowość wchodziła w skład gminy wiejskiej Pulemiec w powiecie lubomelskim województwa wołyńskiego. Do II wojny światowej w pobliżu Grabowa znajdowała się niewielka wieś Kolonia Grabów.
Do 2020 w rejonie szackim.